# Kiss Kiss Goodbye
"Kiss Kiss Goodbye" é uma canção do cantor e compositor eslovaco Adonxs. Foi escrita por Adonxs, George Masters-Clark, Ines Coulon, Lorenzo Calvo, Michaela Charvátová e Ronald Janeček. A versão acústica foi apresentada pela primeira vez a 4 de fevereiro de 2025, enquanto a versão de estúdio foi lançada a 7 de março. A canção representou a Chéquia no Festival Eurovisão da Canção de 2025 mas não foi apurada para a final.

## Festival Eurovisão da Canção

### Seleção interna
A 11 de dezembro de 2024, a ČT anunciou que Adonxs representaria a Chequia em Basileia, enquanto a canção «Kiss Kiss Goodbye» foi anunciada como a entrada checa a 31 de janeiro de 2025. Adonxs e a canção foram selecionados em várias rondas por um júri internacional de dez membros, composto por profissionais da música e ex-participantes da Eurovisão, um júri demoscópico composto por 900 membros de três países, e um grupo de foco. Uma versão acústica da canção foi apresentada ao público a 4 de fevereiro de 2025 durante a primeira meia-final da final nacional maltesa de 2025, enquanto a sua versão de estúdio foi lançada a 7 de março.